# サイレントヒル (映画)
『サイレントヒル』（原題: Silent Hill）は、2006年のカナダ、フランス、アメリカ、日本の合作ホラー映画。コナミから発売されたゲーム『サイレントヒル』を原作に製作された。北米総収入は約4700万ドル（海外は約5000万ドル）。PG12指定。
日本では、2006年7月8日に劇場公開された。また、同年11月22日にポニーキャニオンよりDVDが発売されている。アルティメット・ボックスとプレミアム・エディションも同時発売された。メイキングやゲームと映画の比較など映像特典が収録されている。2012年10月（日本では2013年7月）に続編である『サイレントヒル: リベレーション3D』が公開された。

## あらすじ
ローズとクリストファーのダ・シルヴァ夫妻は、娘シャロンの奇妙な言動に悩んでいた。
彼女はしばしば情緒不安定に陥り、家を抜け出して徘徊しては何かに取り憑かれたかのように「サイレントヒル」と謎の言葉を発した。
ローズは「サイレントヒル」という街が実在することを知り、そこにシャロンの症状の鍵があると考える。夫の反対を押し切り、彼女を連れてそこを訪ねることにする。
しかし、サイレントヒルは30年前の坑道火災によって多数の人々が死亡した忌まわしい場所であり、今では誰も近付かない深い霧と灰に覆われたゴーストタウンと化していた。途中、女児誘拐犯と勘違いされて女性警官に追われる。2人とも帰り道が突如消えただけでなく、街に取り残されてしまい、気が付けばシャロンも助手席から消えていた。ローズは市街の捜索、他の住人への聞き取りなどを進めていく中、次第に不可思議な現象に巻き込まれてゆく。

## 登場人物
ローズ・ダ・シルバ（Rose Da Silva）
本作の主人公。ごく普通の女性だが、娘シャロンのためサイレントヒルを訪れた。街の入り口で衝突事故を起こして気絶し、気がついた時にはいなくなっていた娘をサイレントヒルで捜しまわる間に、次々と想像を絶する恐怖に見舞われていく。最後は娘シャロンを救うため、アレッサ、ダークアレッサと協力し、その結果シャロンをクリスタベラらの宗教団体から救うことに成功。だが、愛する娘シャロンに悪魔が入り込んだことによって、もうひとつの世界から抜け出せなくなってしまう。アレッサの一部であるシャロンを養女に選んだ人物だったため、アレッサの復讐のためにもう一つの世界に引き込まれた。
クリストファー・ダ・シルバ（Christopher Da Silva）
ローズの夫。サイレントヒルに向かい、そのまま行方不明となったローズとシャロンを懸命に捜索する。彼や後述のグッチ警部にはサイレントヒルがただのゴーストタウンに見えるため、霧に包まれた方のサイレントヒルに居るローズやシャロンに会うことができない。その後はサイレントヒルの過去を調べるために各地を奔走する。
シャロン・ダ・シルバ（Sharon Da Silva）
ローズとクリストファーの1人娘。8歳。夢遊病で、発症した際にはいつもサイレントヒルという言葉を発するが、目を覚ますとその間のことは一切覚えていない。実は養女で、かつてサイレントヒルで魔女狩りにあったアレッサの善の部分が分離・転生した存在。そのためアレッサと姿形が同じ。
シビル・ベネット巡査（Cybil Bennett）
サイレントヒルの隣町ブラームスの警察官。かつて狂った男によって誘拐されたあげく廃鉱に落とされた子供を救うため、危険を顧みず自らも廃鉱に降り救助が来るまでの3日間子供を励まし続けたという強い正義感と精神力の持ち主で、上司のグッチ警部からその能力を高く評価されている。ローズとシャロンに疑問を抱き、2人の車を追跡するが、サイレントヒルの入り口でバイク事故を起こし気絶し、それからローズと共にもう一つの世界のサイレントヒルに迷い込んでしまう。その後、ローズと協力して行動する様になるが物語の後半、アレッサと瓜二つのシャロンの写真入りのロケットを持ったローズに協力していたため、クリスタベラに捕縛され火にあぶられて殺される。
ダリア・ギレスピー（Dahlia Gillespie）
アレッサの母親であり、クリスタベラの妹でもある。アレッサの父親が不明のためサイレントヒルの住民から「魔女」と呼ばれ、虐げられていた。精神的に弱く、姉であるクリスタベラに唆されてアレッサを引き渡してしまった。その後正気を取り戻して警察に助けを求めるが、警官隊が儀式の現場に踏み込んだ時には既にアレッサは火炙りにされた後であった。愛する娘を失った事から精神を病んでしまい、サイレントヒルの街を徘徊する。アレッサの母親のため、闇の世界でもクリーチャーに襲われない。アレッサと瓜二つのシャロンを娘と勘違いし、守ろうと匿っていたがクリスタベラたちに見つかりシャロン共々捕らえられてしまう。最後はクリスタベラたちが皆殺しにされたにもかかわらず、1人生かされた。その理由はローズ曰く、「母親だから」。
アレッサ・ギレスピー（Alessa Gillespie）
ダリアの娘。父親は不明。サイレントヒルの小学校で生徒から「魔女の娘」と呼ばれいじめの標的とされ孤立していた少女。清掃員コリンからの性的虐待を受けていたことを暗示する場面もあった。数年前の火事で死亡したと言われていたが、真相は伯母であるクリスタベラが率いる狂信者たちによって魔女と認定され、鉄網に拘束されて火炙りにされたという惨いものだった。ダリアの通報で駆け付けたグッチ警部の手で拘束から助け出され病院に運ばれ、奇跡的に一命を取りとめた。その後も瀕死の状態で生きていたが、いつしか自分の身に起きたことだけでなく、看護師から向けられる好奇の目にさえも憎しみを抱くようになった。少女に生まれた強い怨念から悪魔「ダークアレッサ」が生み出された。最後はアレッサの復讐心と、悪魔の思惑と、ローズのシャロンを助けるという意志によって、クリスタベラを筆頭とした宗教団体に対しての復讐を果たした。その後の生死は不明。
ダークアレッサ
苦痛が憎しみに変わったアレッサから生まれた悪魔。霧と血と錆に包まれ怪物の徘徊する呪われた異世界を作り出した。
最後はアレッサの復讐を果たすべく、ローズに憑依することで教会に侵入し、異形と化し、教団信者達を虐殺するアレッサの姿を見て歓喜する。
クリスタベラ（Christabella）
サイレントヒルの古くからの宗教団体を取り仕切っている初老の女性で、ダリアの姉。「魔女狩り」を行い、過去にアレッサを火あぶりにし、「もう一つのサイレントヒル」の誕生と大火災を引き起こす原因となり、彼女自身と彼女の宗教団体ももう一つの世界に囚われることとなった。行き過ぎた信仰心の持ち主であり、後半になると神に背く者は問答無用で殺すといった残虐性を表す。現代でも正論を唱えた（クリスタベラにとっては都合の悪い言葉）シビルを火あぶりにし、さらにはアレッサの生まれ変わりであるシャロンまで悪魔の生まれ変わりであると火あぶりにしようとした。彼女の行為は神への絶対的な崇拝であったがアレッサによって、住人共々有刺鉄線によって八つ裂きにされてしまうなど、結果的に身を滅ぼす事となり哀れかつ悲惨な最期を迎える。
アンナ（Anna）
サイレントヒルの街で教会に母と通いつめている少女。宗教団体の掟に背いて、悪魔の庭のホテルに行ったことによって、ローズとシビルに出逢う。闇の悪魔が押し寄せてきたときに、教会の前にいたダリアに気を取られて逃げ遅れ、赤い三角頭の怪物に皮を剥がされて殺されてしまう。
トーマス・グッチ警部（Thomas Gucci）
サイレントヒルの隣町ブラームスの刑事で、シビルの上司。クリストファーと共にサイレントヒルでローズを探し回る。元はサイレントヒル生まれだったが、大火災により父親を亡くし、街を去っている。ダリアの通報により、教団の火炙りの儀式の現場に踏み込んだ警官隊を率いていた。既にクリスタベラ達は逃走し、アレッサは火炙りにされた後だったが、ほとんど黒焦げに近い状態のアレッサにまだ息がある事に気付き、自らが負傷する事もいとわずいまだ高温のままの鉄檻を素手でこじ開けてアレッサを救い出し彼女を病院に担ぎ込んだ。この際、両手の平に酷い火傷を負い、普段は手袋で痕を隠している。グッチの善行は憎しみに染まったアレッサの中にあっても、「手を差し伸べてくれた優しい人」として記憶されている。自分と同じように身の危険も顧みず子供を救ったシビルの警官としての資質に信頼を置いている。余談だが、原作『1』に名前だけ登場している。
シスター・マーガレット
ブラームスの孤児院に勤める修道女。サイレントヒルの謎を知っているそぶりを見せる。
コリン
アレッサが通っていたミドウィッチ小学校に勤める清掃員。いじめを受けていたアレッサをトイレで虐待していた。有刺鉄線で磔にされた死体としてローズに発見され、その後はクリーチャー「ジャニター」と化した。
アダム
クリスタベラが従える信者の1人。
エレノア
アンナの母親。

## 登場クリーチャー
本作に登場するクリーチャーは、クリーパーを除き、全て特殊メイクを施した役者が演じている。文章内の『』は原作であるゲームにおけるシリーズナンバー。
グレイチャイルド（Grey Child）
ローズが最初に遭遇する人型クリーチャー。小柄で全身が灰色。頭と顔が不自然に歪んで後ろに曲がっている。無数に現れ、ローズを追い詰めたがもとの世界に戻ったために姿を消す。海外版『サイレントヒル1』に登場したクリーチャーであり、国内版は規制でマンブラーに差し替えられているため登場していない。
アームレスマン（Armless Man）
両腕が無く、身体をくねらせて行動する人型クリーチャー。『サイレントヒル2』に登場するライングフィギアに酷似している。全身をゴムのような皮膚が覆っており、中央の黒い裂け目から毒液を噴射して攻撃する。シビルとローズに襲いかかり、シビルに毒液を浴びせるが銃撃され、死亡した。
労働者
炭鉱での作業服である防護服やガスマスクで身を包んだクリスタベラの手下。鉄パイプやバールで武装し、大きめのライトを所持している。クリスタベラ率いる教団の戦力であり、怪物への対処法を心得ている。ミドウィッチ小学校を探索していた3人はクリーパーの群れに襲われて食い殺され、それ以外の者も最後はアレッサに皆殺しにされた。
ジャニター（The Janitor）
目に有刺鉄線を巻きつけられ、ボロボロの黒衣を纏い、エビぞりになった男の姿をしている人型クリーチャー。ミドウィッチ小学校の清掃員コリンの死体が変貌したもの。この怪物が触れた所はたちどころに腐食する。
クリーパー（Creeper）
ゴキブリに似たクリーチャー。人間のような顔を持ち、おぞましい悲鳴を上げる。レッドピラミッドと共に大量に現れた。
ゲーム版『サイレントヒル』に初登場する。
レッドピラミッド（Red Pyramid）
多角錐の大きな兜を被った人型クリーチャー。3メートル程の巨体で、巨大な大剣を振り回し、閂代わりのパイプをねじ曲げる怪力と、銃撃を受けても全く効かない不死身の肉体を併せ持つ。大量のクリーパーを引き連れている。また、アレッサを苦しめた教団に対しては強い殺意を抱いている。因みに、下半身に纏った衣装は人間の皮膚を剥ぎ取り繋ぎ合わせたものである。続編にて「アレッサの守護者にして処刑人」であることが判明する。
ゲーム版『サイレントヒル2』に初登場した。
ダークナース（Dark Nurse）
女性看護師（ナース）の格好をした雌の人型クリーチャー。病院の地下に多数存在し、ナイフやバール等の日用品を持って襲い掛かってくる。光に反応するという特徴があり、暗闇ではマネキンの如く静止している。
ダークアレッサ
苦痛が憎しみに変わったアレッサから生まれた悪魔。少女時代のアレッサの姿だが、肌は真っ白で生気がない。アレッサの悪夢が形となった異世界や怪物を生み出した存在で、最後は異形と化したアレッサが復讐を果たす様子に歓喜した。
アレッサ（Alessa）
ダークアレッサの力で異形と化したアレッサ。ベッドに拘束され、ベッドの下からは無数に有刺鉄線が生えており、空中に浮遊している。ダークアレッサと共に教会に侵入し、クリスタベラ率いる教団関係者を皆殺しにした。

## キャスト
| 役名                                       | 俳優名                   | 日本語吹替                                   |
| ------------------------------------------ | ------------------------ | -------------------------------------------- |
| ローズ・ダシルヴァ                         | ラダ・ミッチェル         | 渡辺美佐                                     |
| クリストファー・ダシルヴァ                 | ショーン・ビーン         | 山野井仁                                     |
| シャロン・ダシルヴァ /アレッサ・ギレスピー | ジョデル・フェルランド   | 中川翔子                                     |
| シビル・ベネット                           | ローリー・ホールデン     | 沢海陽子                                     |
| クリスタベラ                               | アリス・クリーグ         | 沢田敏子                                     |
| ダリア・ギレスピー                         | デボラ・カーラ・アンガー | 定岡小百合                                   |
| トーマス・グッチ警部                       | キム・コーツ             | 仲野裕                                       |
| アンナ                                     | タニヤ・アレン           | 幸田夏穂                                     |
| アダム                                     | クリス・ブリットン       |                                              |
| 修理工                                     | ロン・ガブリエル         | 辻親八                                       |
| レッド・ナース                             | エミリー・ラインハン     |                                              |
| 現在のアレッサ                             | ローリー・エアーズ       |                                              |
| グレイチャイルド                           | イボンヌ・ン             |                                              |
| アームレスマン                             | マイケル・コータ         |                                              |
| コリン/ジャニター/レッドピラミッド         | ロベルト・カンパネラ     |                                              |
| その他                                     | N/A                      | 安元洋貴 斧アツシ 斎藤恵理 福脇慶子 羽鳥靖子 |
| 日本語版制作スタッフ                       |                          |                                              |
| 演出                                       | 演出                     | 吉田啓介                                     |
| 翻訳                                       | 翻訳                     | 牧野琴子（字幕） 菅佐千子（吹替）            |
| 調整                                       | 調整                     | 高木創                                       |
| 制作                                       | 制作                     | グロービジョン                               |

## スタッフ
- 監督：クリストフ・ガンズ
- 原作：『サイレントヒル』（コナミ）
- ストーリー原案：クリストフ・ガンズ、ニコラ・ブークリエフ
- 脚本：ロジャー・エイヴァリー
- 製作：ドン・カーモディ、サミュエル・ハディダ
- 製作総指揮：山岡晃、アンドリュー・メイソン
- 撮影：ダン・ローストセン
- 編集：デヴィッド・ウー
- 音楽：ジェフ・ダナ
- プロダクション・デザイン：キャロル・スピアー
- 美術：エリノア・ローズ・ガルブレイス
- 衣装：ウェンディ・パートリッジ
- クリーチャー・デザイン、監修、制作：パトリック・タトプロス
- 特殊メイク監修：ポール・ジョーンズ
- 特殊メイク：パトリック・タトプロス、パトリック・バクスター、ニール・モリル
- 視覚効果製作：ホリー・ラドクリフ
- 日本版イメージソング：土屋アンナ「Lovin' you」

## 映像ソフト
発売元は松竹、販売元はポニーキャニオン。
- サイレントヒル スタンダード・エディション（DVD2枚組、2006年11月22日発売、PCBE-52443）
- サイレントヒル プレミアム・エディション（DVD3枚組、2006年11月22日発売、PCBE-52444）
- サイレントヒル アルティメット・ボックス（DVD3枚組+BD、2006年12月13日発売、PCBE-52450）
- サイレントヒル スペシャル・プライス版（DVD）（2013年7月2日発売、PCBE-54191）
- サイレントヒル（Blu-ray）（2013年7月2日発売、PCXE-50279）